# The Woodlands, Texas
The Woodlands là một nơi ấn định cho điều tra dân số (CDP) thuộc quận Montgomery, tiểu bang Texas, Hoa Kỳ. Năm 2010, dân số của nơi này là 93847 người.

## Dân số
- Dân số năm 2000: 55649 người.
- Dân số năm 2010: 93847 người.